# Суета сует (фильм)
«Суета́ суе́т» — советский художественный полнометражный цветной фильм режиссёра Аллы Суриковой, снятый в 1979 году на киностудии «Мосфильм».

## Сюжет
Борис Иванович после девятнадцати лет семейной жизни увлёкся другой женщиной и ушёл из семьи. Его жена Марина Петровна, инспектор ЗАГСа, тяжело переживает расставание, но развода мужу не даёт. Чтобы отвлечь её от семейных проблем, сослуживцы отправляют её по горящей путёвке в Кижи, но Марина опаздывает на теплоход.
Дочь Бориса и Марины Наташа, уверенная, что мама в Кижах, решает поехать в Новгород к своему жениху-таксисту. Вернувшись домой с Речного вокзала и не обнаружив дочери, мать отправляется на её поиски в Новгород, за ней устремляется и отец, «бывший муж». 
Обстоятельства складываются так, что Борис понимает, что он потерял, уйдя от любимой жены.

## В ролях
- Галина Польских — Марина Петровна, инспектор ЗАГСа
- Фрунзе Мкртчян — Борис Иванович («Борюсик»), её муж
- Леонид Куравлёв — Володя, ухажёр Марины Петровны
- Анна Варпаховская — Лиза («Лизок»), любовница Бориса Ивановича
- Светлана Петросьянц — Наташа, дочь Марины Петровны и Бориса Ивановича
- Сергей Иванов — Василий, жених Наташи, таксист
- Леонид Харитонов — Яков Андреевич, отец Василия
- Людмила Иванова — Серафима Ильинична, мать Василия
- Яна Поплавская — Лидка, младшая сестра Василия
- Наталья Крачковская — Варвара, секретарь Марины Петровны
- Борислав Брондуков — Сергиенко, влюбчивый посетитель ЗАГСа

## Съёмочная группа
- Автор сценария — Эмиль Брагинский
- Режиссёр-постановщик — Алла Сурикова
- Оператор-постановщик — Всеволод Симаков
- Художник-постановщик — Валерий Филиппов
- Композитор — Богдан Троцюк
- Директор картины — Людмила Габелая